# سید جعفر احمد
سید جعفر احمد (انگلیسی: Sayed Jaafar Ahmed؛ زادهٔ ۴ مارس ۱۹۹۱) بازیکن فوتبال اهل بحرین است.
از باشگاه‌هایی که در آن بازی کرده‌است می‌توان به باشگاه ورزشی الرفاع اشاره کرد.
وی همچنین در تیم ملی فوتبال بحرین بازی کرده‌است.